# チャンドラギリ城

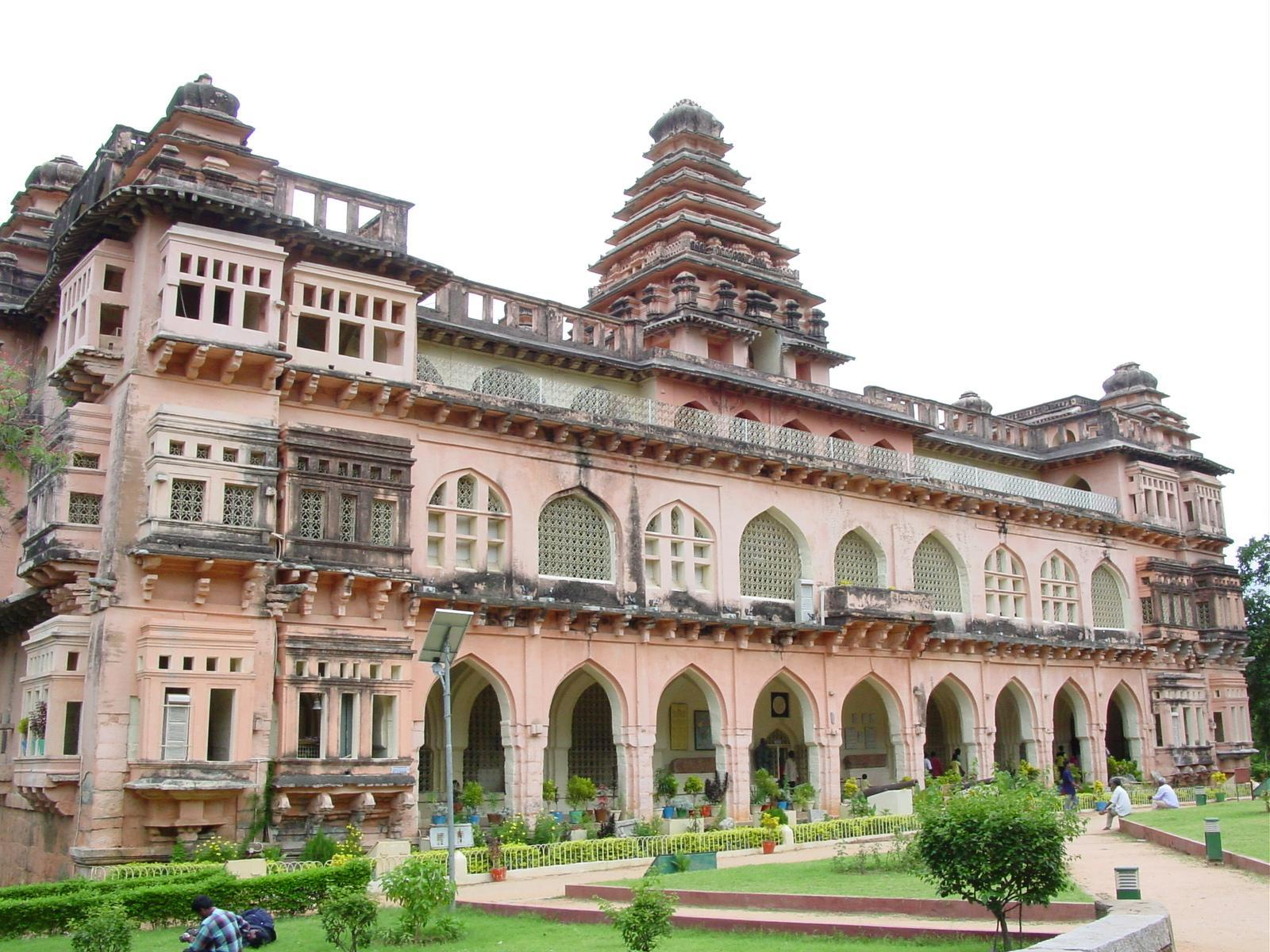
チャンドラギリ城（ラージャ・マハル）

チャンドラギリ城（英語：Chandragiri fort）は、南インドのアーンドラ・プラデーシュ州、チットゥール県のチャンドラギリにある城塞。ラージャ・マハル（Raja Mahal）とも呼ばれる。

## 歴史
1592年、ヴィジャヤナガル王ヴェンカタ2世がペヌコンダからチャンドラギリに遷都したことにより、チャンドラギリ城が使用されるようになった。
1606年、ビジャープル王国、ゴールコンダ王国の圧迫により、ヴェンカタ2世がチャンドラギリを放棄してタミル地方のヴェールールへと遷都したことにより、この城も同時に使用されなくなった。
現在、巨大なチャンドラギリ城はそのまま現存しており、観光名所の一つなっている。